# Acacia citrinoviridis
Acacia citrinoviridis é uma espécie de leguminosa do gênero Acacia, pertencente à família Fabaceae.